# The Franchise
The Franchise är en amerikansk komediserie som hade premiär på Max den 6 oktober 2024. Första säsongen som består av åtta avsnitt är skapad av Jon Brown, Sam Mendes och Armando Iannucci.

## Handling
Serien kretsar kring en grupp filmarbetare som sliter för att få till senaste delen i en enorm blockbusterfilmserie om superhjältar.

## Rollista i urval
- Himesh Patel – Daniel
- Aya Cash – Anita
- Jessica Hynes – Steph
- Billy Magnussen – Adam
- Lolly Adefope – Dag
- Darren Goldstein – Pat
- Isaac Cole Powell – Bryson
- Richard E. Grant – Peter
- Daniel Brühl – Eric
- Ruaridh Mollica